# Gouvernement Iekhanourov
Pour les articles homonymes, voir Gouvernement Tymochenko.
Ukraine
Tymochenko I Ianoukovytch II
Le gouvernement Iekhanourov est conduit par Iouriï Iekhanourov du 28 septembre 2005 au 4 août 2006[Où ?].

## Historique

### Formation
Gouverneur régional, Iouri Iekhanourov a été nommé Premier ministre par intérim le 8 septembre 2005 par le président de l'Ukraine Viktor Iouchtchenko pour remplacer Ioulia Tymochenko. Iekhanourov est investi Premier ministre par la Verkhovna Rada (le parlement ukrainien) le 22 septembre après un premier échec et de nombreuses tractations.
Les ministres ont commencé à être nommés à partir du 27 septembre.

### Dissolution
Le 10 janvier 2006, le Parlement vote la dissolution du gouvernement, à la suite de son accord du 4 janvier avec la Russie, de payer le gaz naturel deux fois plus cher (95 dollars US par 1 000 m3, contre 50 auparavant).
À la suite de la défaite du parti Notre Ukraine aux élections législatives du 26 mars, son gouvernement continue d'exercer ses fonctions par intérim jusqu'à la formation du nouveau cabinet qui doit réunir la formation de la coalition orange d'ici le 7 juin.

## Composition
| Fonction                                                                         | Titulaire | Titulaire                                                               | Parti |
| -------------------------------------------------------------------------------- | --------- | ----------------------------------------------------------------------- | ----- |
| Premier ministre                                                                 |           | Iouriï Iekhanourov                                                      | NSNU  |
| Premier vice-Premier ministre                                                    |           | Stanislav Stachevsky (à partir du 28/09/2005)                           | BNU   |
| Vice-Premier ministre chargé des Affaires humanitaires                           |           | Viatcheslav Kyrylenko (à partir du 28/09/2005)                          | BNU   |
| Vice-Premier ministre chargé du Secteur agro-industriel                          |           | Youriy Melnyk (à partir du 05/10/2005)                                  | BNU   |
| Vice-Premier ministre chargé de la Réforme administrative et territoriale        |           | Roman Bezsmertnyi                                                       | BNU   |
| Ministre de l'Intérieur                                                          |           | Iouri Loutsenko                                                         | SPU   |
| Ministre de l'Économie                                                           |           | Arseni Iatseniouk (à partir du 28/09/2005)                              | BNU   |
| Ministre de des Affaires étrangères                                              |           | Borys Tarassiouk                                                        | BNU   |
| Ministre de la Politique agricole                                                |           | Oleksandr Baranovsky                                                    | SPU   |
| Ministre de la Culture et du Tourisme                                            |           | Ihor Likhovy (à partir du 05/10/2005)                                   | BNU   |
| Ministre de la Défense                                                           |           | Anatolii Hrytsenko                                                      | BNU   |
| Ministre des Situations d'urgence                                                |           | Davyd Jvania, faisant fonction ; Viktor Baloha (à partir du 27/09/2005) | BNU   |
| Ministre de l'Environnement                                                      |           | Pavlo Ihnatenko                                                         | BNU   |
| Ministre des Finances                                                            |           | Viktor Pynzenyk                                                         | BNU   |
| Ministre du Pétrole et de l'Énergie                                              |           | Ivan Platchkov                                                          | Sans  |
| Ministre de la Santé                                                             |           | Youriy Polyachenko (à partir du 14/10/2005)                             | Sans  |
| Ministre de la Politique industrielle                                            |           | Volodymyr Novytsky                                                      | BNU   |
| Ministre de la Politique sociale et du Travail                                   |           | Ivan Sakhan (à partir du 27/09/2005)                                    | BNU   |
| Ministre de la Construction, de l'Architecture et des Fermes semi-résidentielles |           | Pavlo Kachour                                                           | SPU   |
| Ministre des Sciences et de l'Éducation                                          |           | Stanislav Nikolaïenko                                                   | SPU   |
| Ministre des Transports et Communications                                        |           | Viktor Bondar (à partir du 28/09/2005)                                  | BNU   |
| Ministre de la Famille, l'Enfance et la Jeunesse                                 |           | Iouri Pavlenko                                                          | BNU   |
| Ministre de la Justice                                                           |           | Serhiy Holovatyi (à partir du 06/10/2005)                               | BNU   |
| Ministre du Conseil des ministres                                                |           | Bohdan Boutsa (à partir du 27/09/2005)                                  | Sans  |